# توماس هورسفیلد
توماس هورسفیلد (انگلیسی: Thomas Horsfield; ۱۲ مهٔ ۱۷۷۳ – ۲۴ ژوئیهٔ ۱۸۵۹) نمایشگاه‌گردان، جانورشناس، پرنده‌شناس، گیاه‌شناس، زیست‌شناس، حشره‌شناس، و پزشک اهل ایالات متحده آمریکا بود.
وی همچنین برندهٔ جوایزی همچون همکار انجمن سلطنتی شده‌است.

## زندگی‌نامه
هورسفیلد در پنسیلوانیا به دنیا آمد و در دانشگاه پنسیلوانیا در رشته پزشکی تحصیل کرد. او نوه تیموتی هورسفیلد پدر (۱۷۰۸–۱۷۷۳) بود که در لیورپول به دنیا آمد و در سال ۱۷۲۵ به نیویورک مهاجرت کرد. خانواده هورسفیلد از کلیسای انگلستان به مذهب موراویایی گرویدند، فرقه‌ای پروتستانی که تأکید زیادی بر آموزش داشت.
در سال ۱۷۴۸، او خانواده خود را به بیت لحم پنسیلوانیا نقل مکان داد و سال بعد به آنها پیوست. پدر هورسفیلد، تیموتی هورسفیلد جونیور بود و در سال ۱۷۳۸ با جولیانا سارا پارسونز ازدواج کرد. توماس هورسفیلد در ۱۲ مه ۱۷۷۳ در بیت لحم متولد شد. او در مدارس موراویایی در بیت لحم و ناصره تحصیل کرد. او در رشته پزشکی در دانشگاه پنسیلوانیا تحصیل کرد و در سال ۱۷۹۸ فارغ‌التحصیل شد.

## سفر به آسیا
در سال ۱۷۹۹، او پذیرفت به عنوان جراح در یک کشتی با نام چین که یک کشتی تجاری بود، به سمت جاوه حرکت کند. او از باتاویا گذشت و تحت تأثیر زیبایی‌های منطقه قرار گرفت. در سال ۱۸۰۱، او برای جراح شدن در ارتش استعماری هلند در باتاویا درخواست داد. با گرفتن قرار ملاقات در آنجا، او به گیاهان، جانوران، و زمین‌شناسی منطقه علاقه‌مند شد. او به ویژه گیاه‌شناسی و حشرات منطقه را مورد مطالعه قرار داد. یکی از اولین گونه‌هایی که به نام او نامگذاری شد، پروانه Taenaris horsfieldii بود.
شرکت هند شرقی در سال ۱۸۱۱ کنترل جزیره را از هلندی‌ها گرفت و هورسفیلد شروع به جمع‌آوری نمونه‌های تاریخ طبیعی از طرف فرماندار و دوستش سر توماس استمفورد رافلز کرد. در سال ۱۸۱۶ جاوه به هلندی‌ها بازگردانده شد و هورسفیلد به سمت غرب به سوماترا نقل مکان کرد. در سال ۱۸۱۹، او به دلیل بیماری مجبور به ترک جزیره شد و با کشتی لیدی رافلز به لندن بازگشت.

## بازگشت به انگلستان
در بازگشت به لندن، هورسفیلد همچنان با سر استمفورد رافلز در تماس بود و نگهبان موزه شرکت هند شرقی در خیابان لیدن هال لندن شد و زیر نظر چارلز ویلکینز کار می‌کرد. او تا زمان مرگش در ۲۴ ژوئیه ۱۸۵۹ در این سمت ماند، هورسفیلد به زمین‌شناسی، گیاه‌شناسی، جانورشناسی و حشره‌شناسی علاقه‌مند شد. او تحت تأثیر ویلیام شارپ مکلی و سیستم طبقه‌بندی کویناری او قرار گرفت. او عضو انجمن سلطنتی لندن (۱۸۲۸) و عضو انجمن Linnean (1820) بود که بعدها معاون رئیس‌جمهور شد.
در سال ۱۸۲۸ به عضویت انجمن فلسفی آمریکا انتخاب شد. هورسفیلد به عنوان دستیار دبیر انجمن جانورشناسی لندن در سال ۱۸۲۶ منصوب شد. در سال ۱۸۳۳، او بنیانگذار انجمن سلطنتی حشره‌شناسی لندن بود. او در سال ۱۸۲۸ به عضویت انجمن سلطنتی انتخاب شد. در سال ۱۸۳۸، او خبرنگار مؤسسه سلطنتی هلند شد. هنگامی که در سال ۱۸۵۱ به آکادمی سلطنتی هنر و علوم هلند تبدیل شد، او به عنوان عضو خارجی به آن پیوست. هورسفیلد در خانه خود در شهر کمدن درگذشت و در قبرستان موراویا در چلسی به خاک سپرده شد.

## تالیفات
هورسفیلد تحقیقات جانورشناسی را در جاوه و جزایر همسایه نوشت. او همچنین تعدادی از پرندگان را با نیکلاس آیلوارد ویگورز طبقه‌بندی کرد که مهم‌ترین آن‌ها در کتاب «توضیحات پرندگان استرالیایی در مجموعه انجمن لینین» است که با تلاشی برای مرتب کردن آنها بر اساس قرابت طبیعی آنها (Trans. Linn. Soc. Lond. (1827)) تألیف شد. او به همراه گیاه شناسان رابرت براون و جان جوزف بنت کتاب Plantae Javanicae rariores (1838-1852) را منتشر کرد.
هورسفیلد به نام تعدادی از حیوانات و گیاهان، از جمله:
- سنجاب پرنده جاوه، Iomys horsfieldii
- خفاش میوه Horsfield, Cynopterus horsfieldi
- زیرک هورسفیلد، کروسیدورا هورسفیلدی
- خفاش هورسفیلد، Myotis horsfieldii، گونه‌ای از خفاش‌های کوچک از خانواده Vespertilionidae.
- گکو پرنده هورسفیلد، Ptychozoon horsfieldi، گونه ای از مارمولک‌های سرخورده آسیایی
- لاک پشت روسی، Testudo horsfieldii
- مارمولک خاردار هورسفیلد، Salea horsfieldii، گونه‌ای از مارمولک آگامید که در جنوب هند در تپه‌های نیلگیری و پالنی یافت می‌شود.
- برفک سوت دار مالابار، Myophonus horsfieldii، پرنده ای که در شبه جزیره هند یافت می‌شود.
- پوماتورینوس هورزفیلد (Pomatorhinus horsfieldii) اهل هندوستان، یک پرنده جهان قدیم است که در شبه جزیره هند پیدا شده‌ است.
- برفک سفید (برفک هورسفیلد)، Zoothera horsfieldi، پرنده ساکن اندونزی.
- فاخته شرقی، Cuculus horsfieldi
- فاخته برنزی هورسفیلد، Chrysococcyx basalis
- تاریکی معمولی، Paragerydus horsfieldii، یک پروانه کوچک که در هند یافت می‌شود
- Arhopala horsfieldi، پروانه ای از خانواده Lycaenidae که در آسیا یافت می‌شود
- بلوط آبی هندی جنوبی، Kallima horsfieldii، یک پروانه پورگی که در هند یافت می‌شود.
- Horsfieldia، سرده گیاهی از خانواده Myristicaceae بومی آسیای جنوب شرقی است
- تارسیر هورسفیلد، Cephalopachus bancanus